# Geneious
Geneious 是一個跨平台的商業生物信息學軟件。

## 主要特點
Geneious結合了所有主要的生物信息學分析工具。 Geneious提供一個免費的學術使用的基本版本，一個提供更多功能的付費商業增強版本。
- 序列比對和序列觀看
- Motif搜索和開放讀碼框（ORF）
- 進化樹建設UPGMA，NJ bootstrapping和consensus trees
- Contig assembly和色譜編輯
- 限制性內切酶分析
- PCR引物設計
- 蛋白質結構的觀看
- 整合數據庫-集成檢索與GenBank，PubMed，BLAST和UniProt
- 通過互聯網協作和共享數據
- 生物信息教學-創建教程與直接聯繫的材料
- 公共API開發，由社區開發的生物信息學的免費插件
- 各種標準的生物信息學等應用工具ClustalW，MrBayes，EMBOSS和Mauve。

## 人氣和獎項
據作者稱，在2007年5月Geneious從30個國家拥有了50000名用戶，引起了GenomeWeb, BioInform, Bio-IT World 和bioinformatics blogs 的注意。Geneious還獲得了2007年電子科學世界信息峰會大獎。，和2007為創造性地使用信息和通信技術計算機世界卓越成就獎.

## 相似软件
- Vector NTI（英语：Vector NTI）
- Gbench （页面存档备份，存于）
- NoeClone[永久]
- NoePrimer
- SeqCorator[永久]

## 外部連結
- Geneious 官方網站 （页面存档备份，存于）
- Biomatters 官方網站 （页面存档备份，存于）
- List of phylogeny software（页面存档备份，存于），hosted at the University of Washington